# Bandvagn 206
Bandvagn 206 (Bv 206)  — шведський дволанковий амфібійний всюдихід, що виготовляється BAE Systems Hägglunds для сухопутних військ Швеції. Транспорт розрахований на 17 військових (6 у передньому відділенні, 11 у задньому), а причіп можна адаптувати для різних цілей в залежності від модифікації. Як і його попередник, Bandvagn 202/203, Bandvagn 206/208 призначений для перевезення військ і озброєння через сніг та болота на півночі Швеції. Всюдихід також є амфібією, розвиваючи швидкість у воді до 4,7 кілометрів на годину. 
Оригінальний Bv 206 має бензиновий двигун, а його дизельна версія називається Bv 206D або Bv 208. Було виготовлено понад 11 000 одиниць Bandvagn 206/208 для 37 країн світу. Серед користувачів — американські та австралійські антарктичні науково-дослідні організації, пошуково-рятувальні служби Австрії, Великобританії, Ісландії та Канади. Bandvagn 206/208 стоять на озброєнні багатьох країн світу, вони брали участь у низці збройних конфліктів, зокрема, операції «Анаконда» та російському повномасштабному вторгненні в Україну.

## Історія
Розробка гусеничного всюдиходу Bandvagn 206/208 почалася в 1974 році. Вимоги до нової гусеничної машини включали більшу вантажопідйомність, кращі технічні характеристики, вищу надійність і нижчі витрати на обслуговування. В 1976—1978 роках було виготовлено пробні партії, а перші серійні екземпляри прийняли на озброєння Сухопутних військ Швеції в 1980 році.
У 1990 році Hägglunds у співпраці із Управлінням матеріально-технічного забезпечення оборони Швеції (FMV), представили подальший розвиток Bandvagn 206/208 — броньований Bandvagn 206S (Bv 206S), який у Збройних силах Швеції названий як Bandvagn 308/309.

## Модифікації

### Bandvagn 206
Bandvagn 206 — стандартна версія, з бензиновим двигуном Ford V6.
- Bv 206A — Санітарна версія.
- Bv 206F — Пожежна версія.
- RaBv 2061 — Командно-штабна машина (КШМ) шведської армії, оснащена радіообладнанням і робочими місцями для персоналу.
- PvBv 2062 — протитанкова машина шведської армії, з відкритим верхом, озброєна 90-мм безвідкотною протитанковою гарматою Pansarvärnspjäs 1110 (Pvpj 1110).
- PvBv 2063 — протитанкова машина шведської армії, схожа на PvBv 2062, але оснащена системою запуску ПТКР из BGM-71 TOW.
- ГАЗ-3351 «Лось» — Виробляється в Росії за ліцензією Hägglunds Групою ГАЗ на Заволзькому заводі гусеничних тягачів.

### Bandvagn 206D / Bandvagn 208
Bandvagn 206D, також відомий як Bandvagn 208, з 5-циліндровим дизельним двигуном Mercedes.
- Bv 208 — військово-транспортний варіант, аналогічний Bv 206.
- Lvstribv 2081 RBS 90 — Зенітна версія із ПЗРК Robotsystem 90 (RBS 90) та з РЛС керування вогнем PS-91.
- Lvelvbv 2083 RBS 90 — Зенітна версія із ПЗРК Robotsystem 90 (RBS 90).
- Artlokrrbv 2091 — гусеничний всюдихід із контрбатарейним радаром ARTHUR
- Artmtrltpbv 2092 — гусеничний всюдихід для транспортування артилерійських боєприпасів.

### Bandvagn 206S / Bandvagn 308/309
- Bandvagn 206S (Bv 206S) / Bandvagn 308/309 (Bv 308/309) — військово-транспортний варіант із дизельним двигуном, та із захистом від вогню зі стрілецької зброї.
- Bandvagn Skyddad 10 (BvS 10) — броньована версія збільшеного розміру з більшою вантажністю та більш потужним двигуном.

Всюдихід є подальшим розвитком неброньованої базової версії Bv 206/208. Bv 206S (позначення виробника) або Bv 308/309 (позначення ЗС Швеції) був розроблений у співпраці між Alvis plc Hägglunds (тепер BAE Systems Land Systems Hägglunds) і Управлінням матеріально-технічного забезпечення оборони Швеції (FMV).

## Галерея

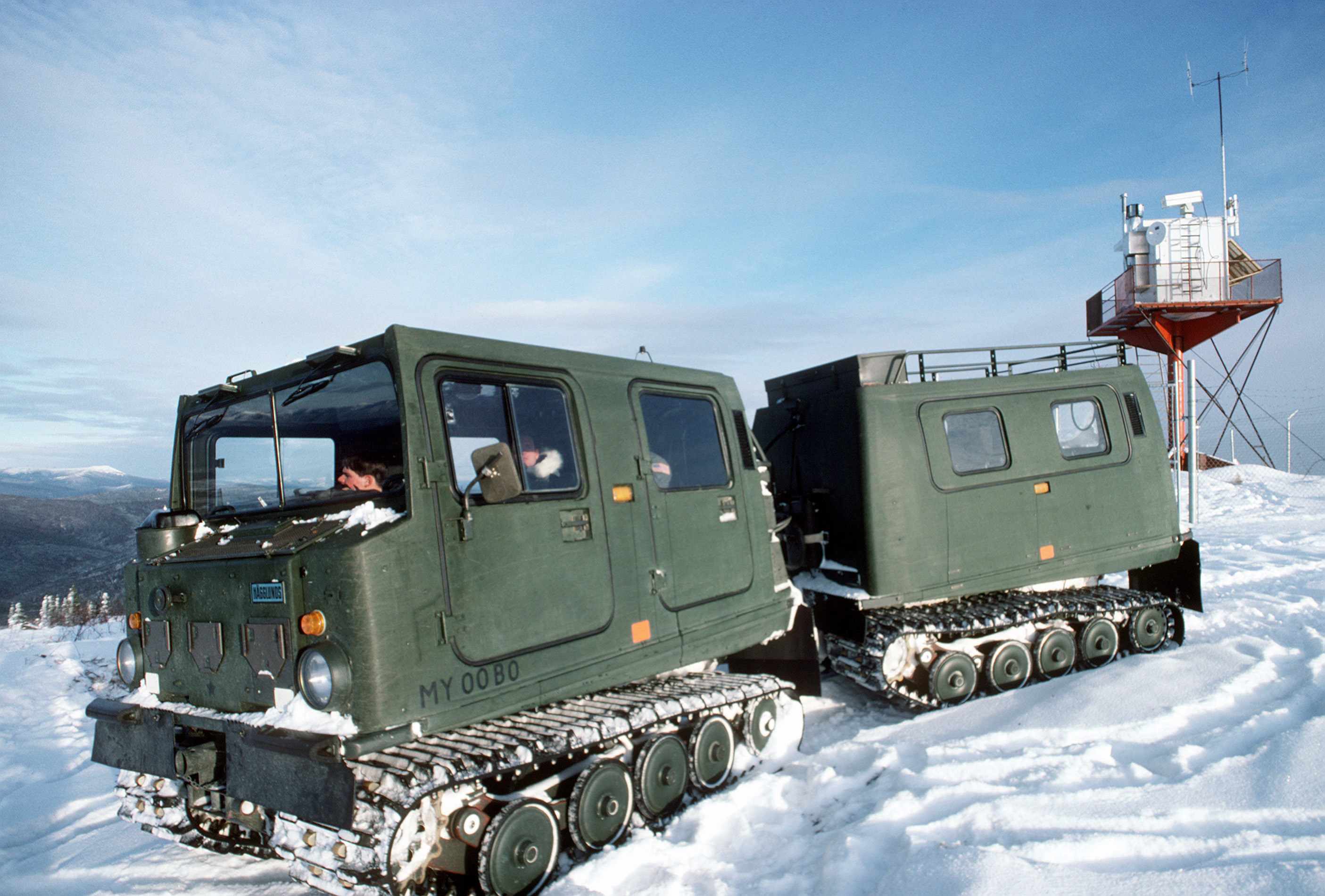
Bandvagn Bv 206.
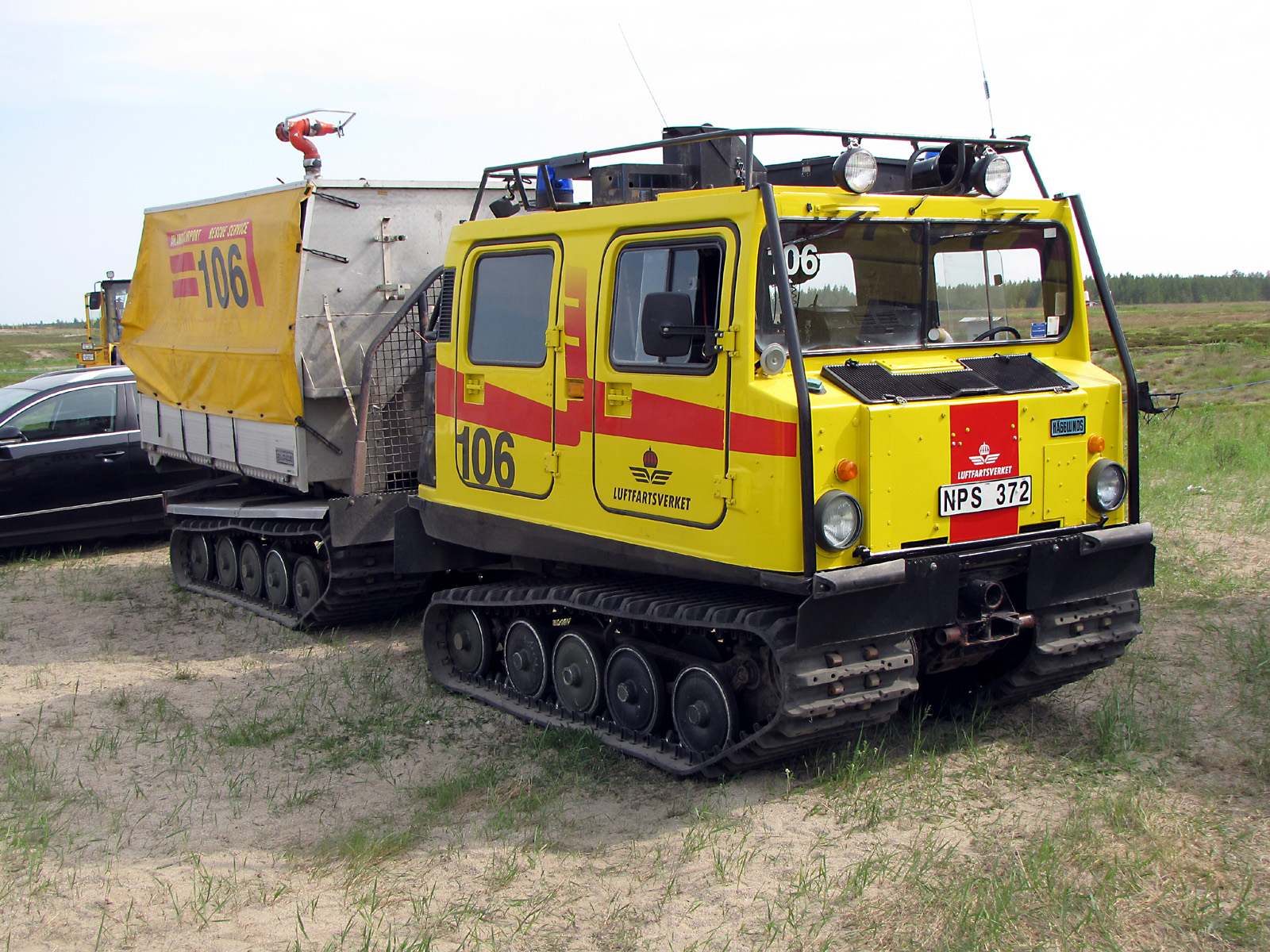
Bandvagn 206.
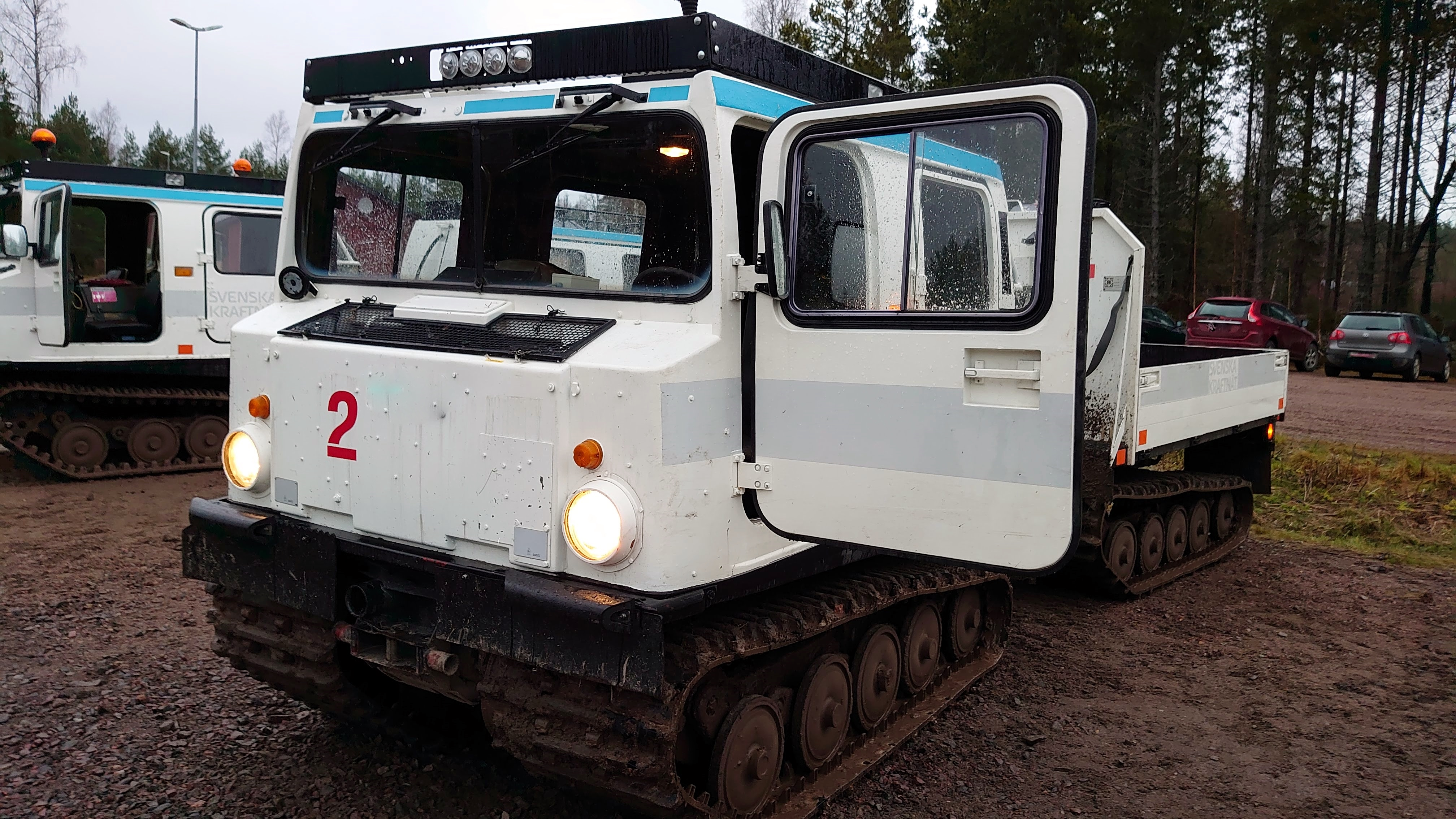
Bandvagn 206.
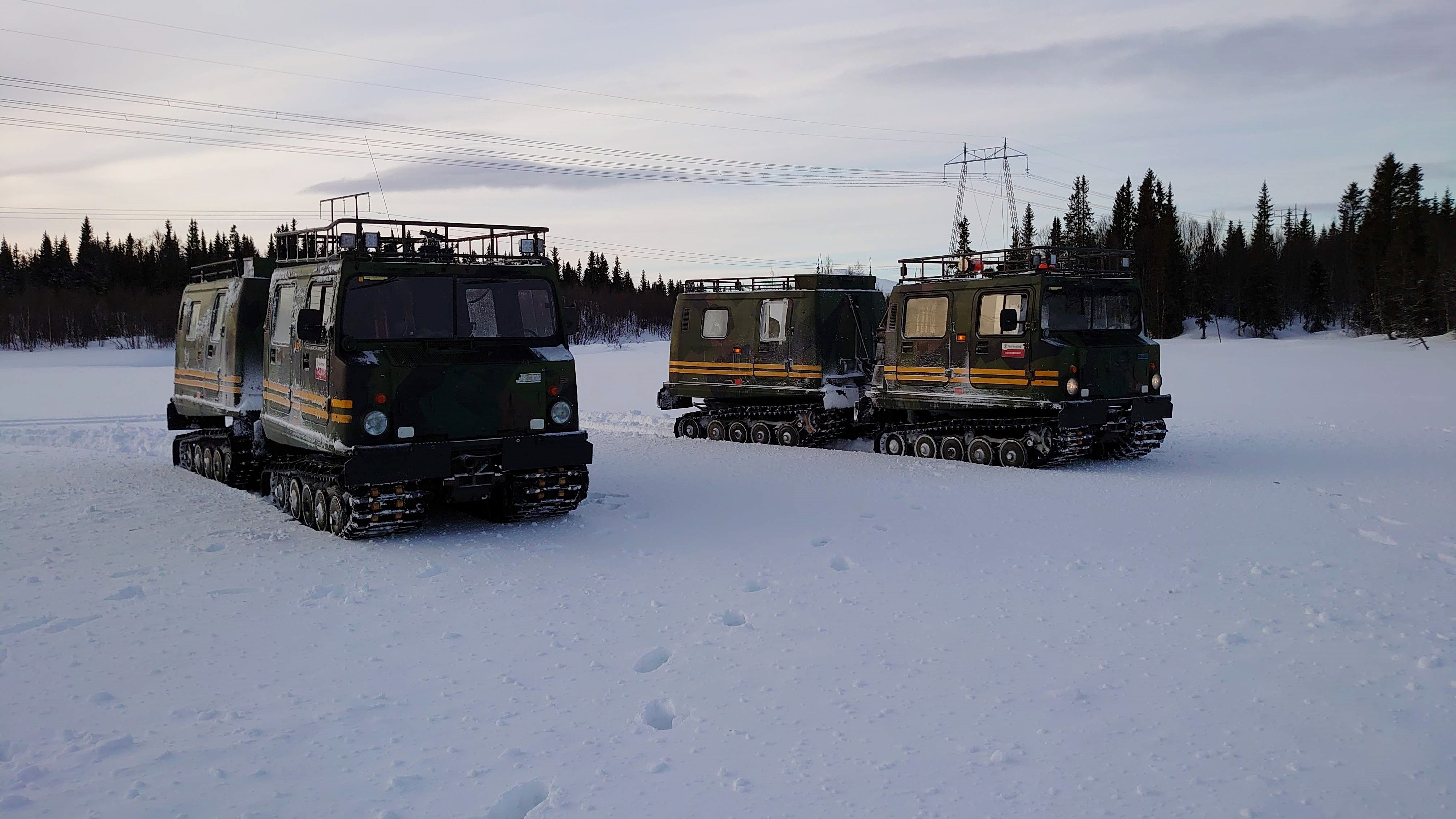
Bandvagn 206.
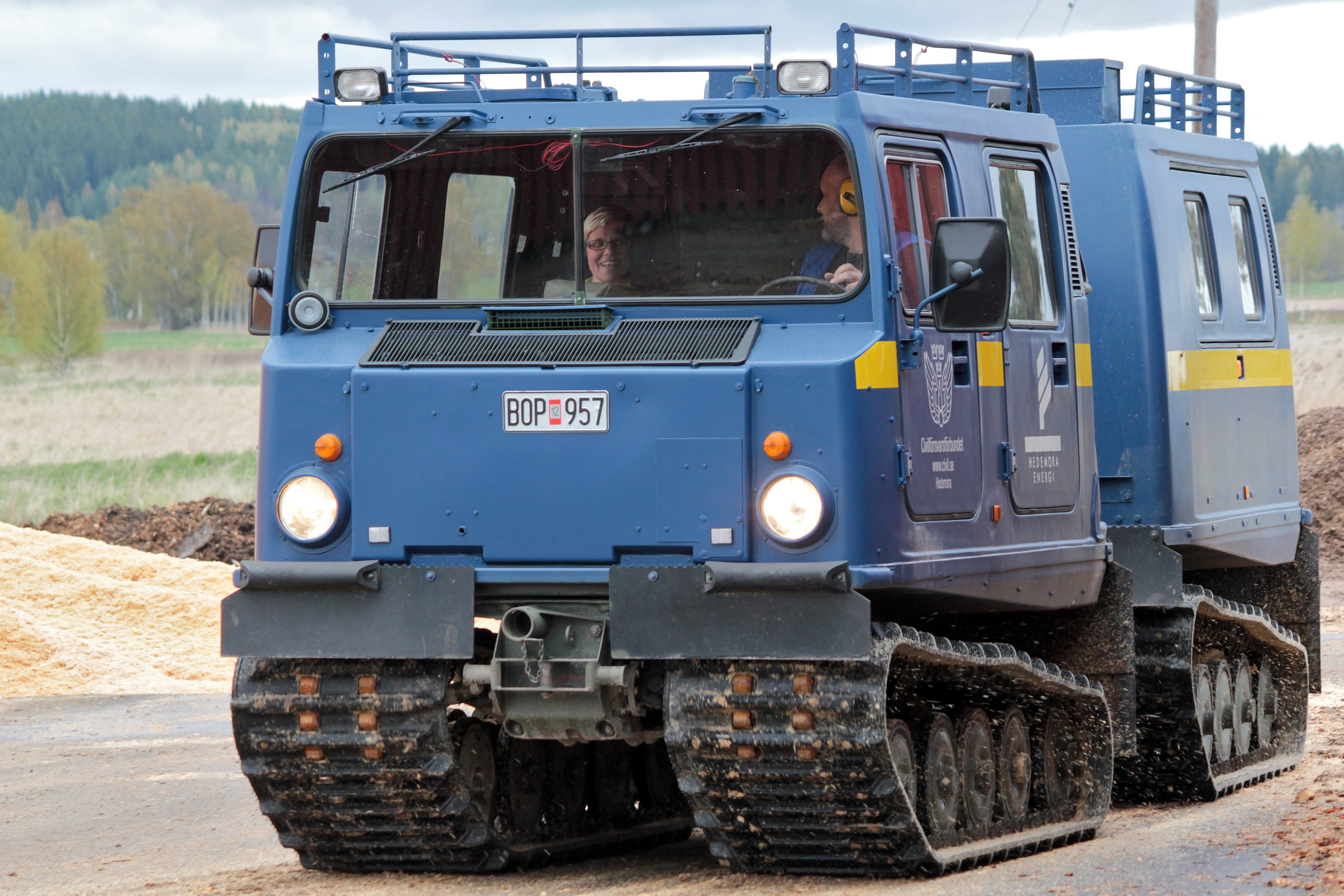
Bandvagn 206A.
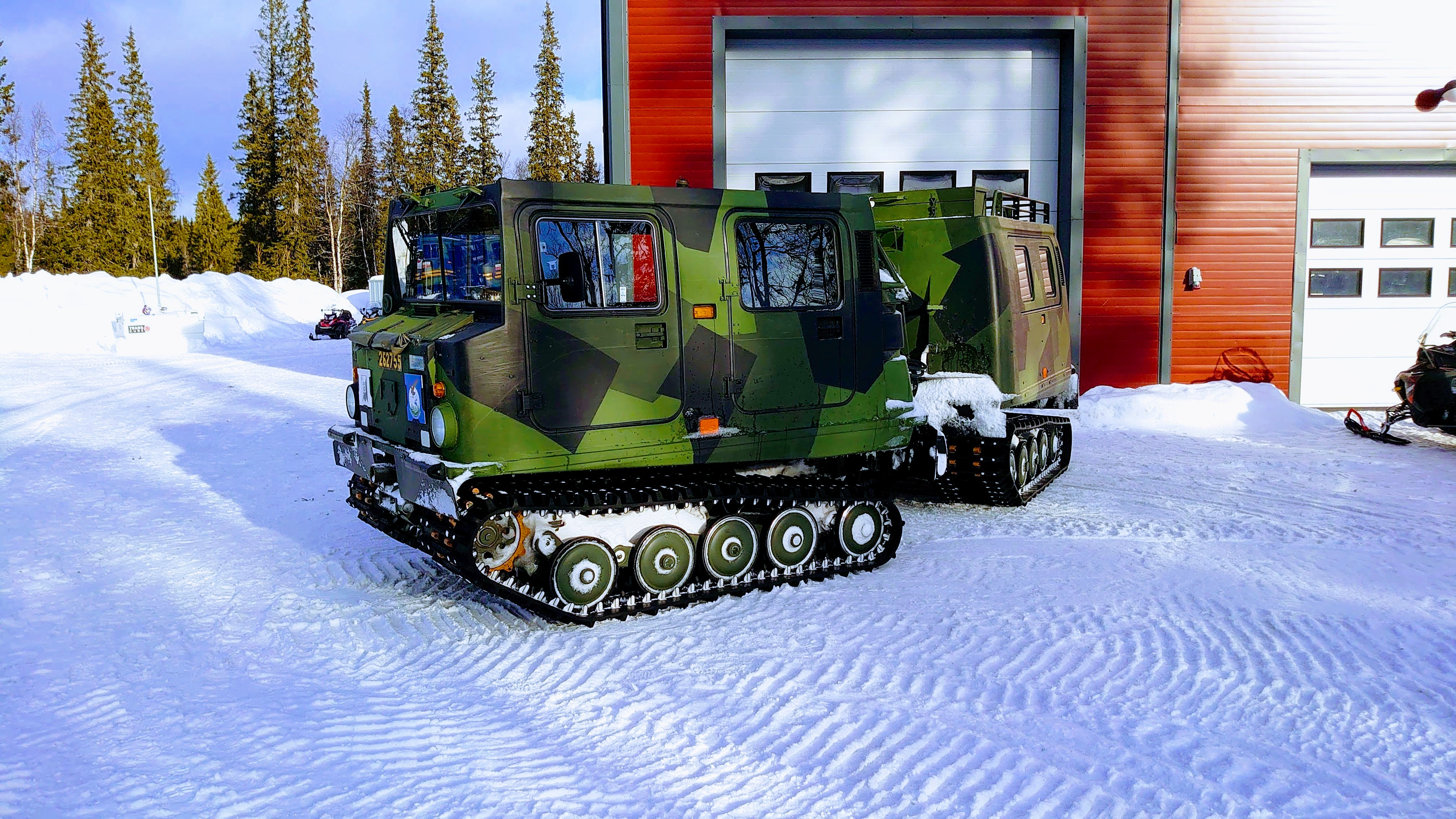
Bandvagn 206A.
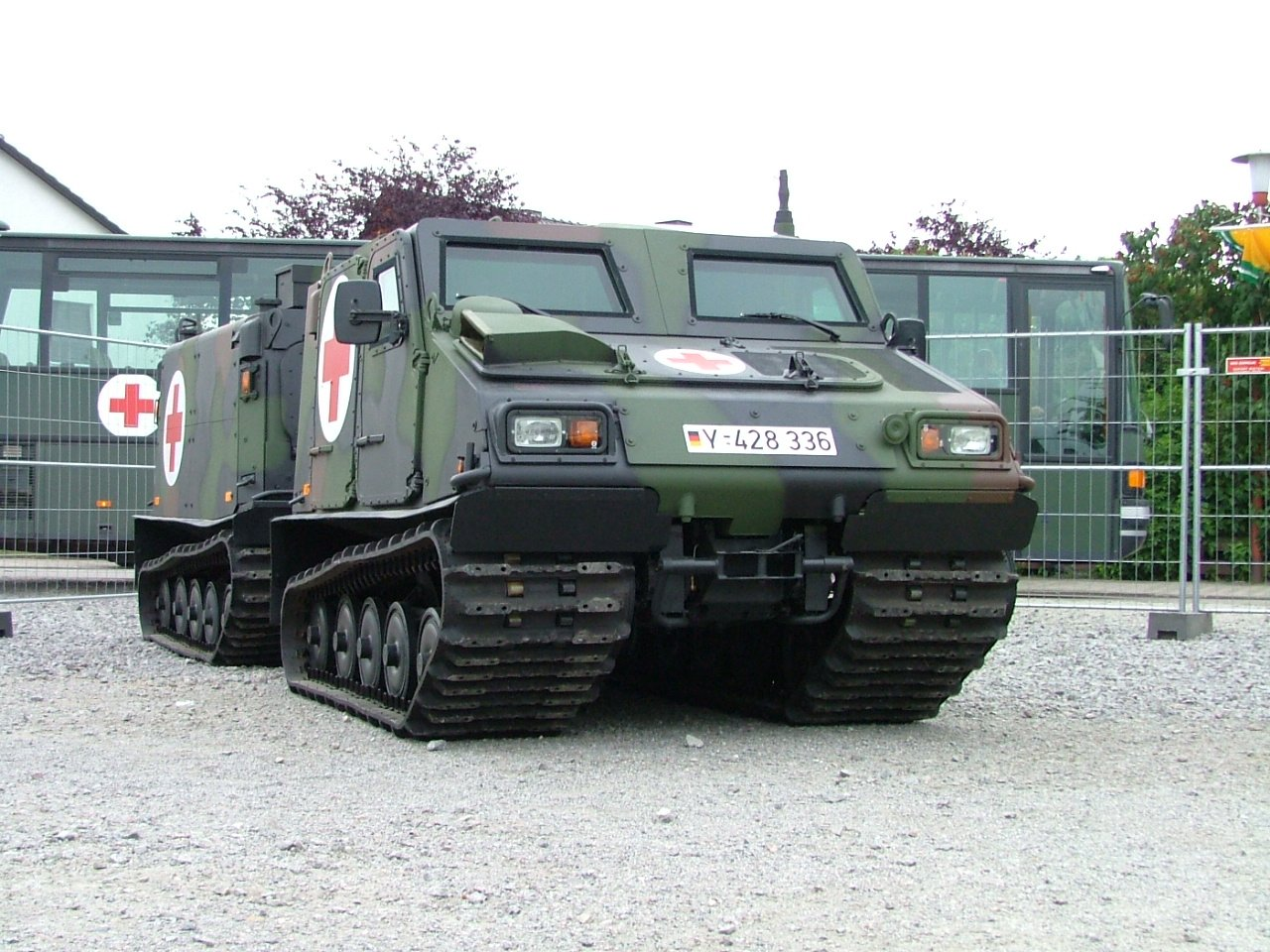
Bandvagn BV 206S «Husky».
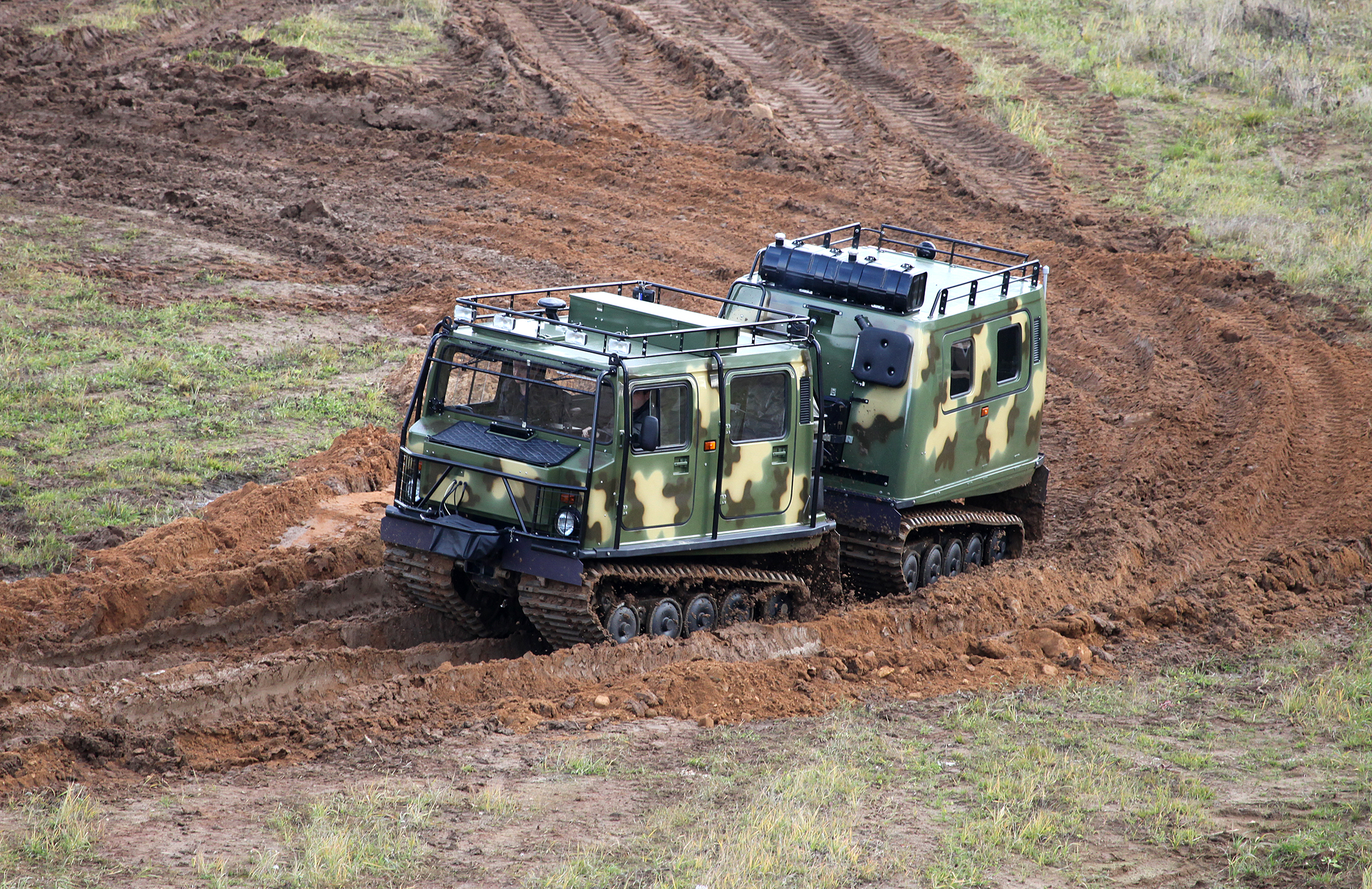
ГАЗ-3351 «Лось».
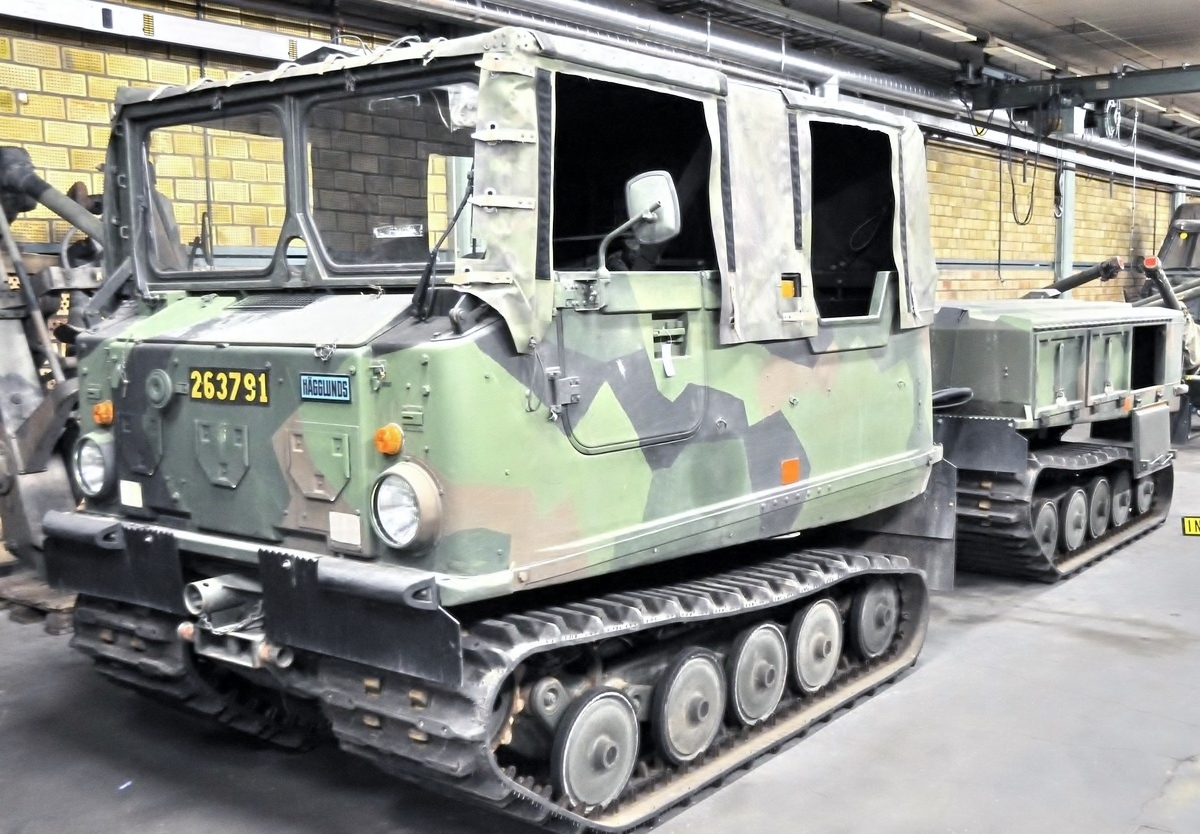
Bandvagn Pvpjbv 2062.
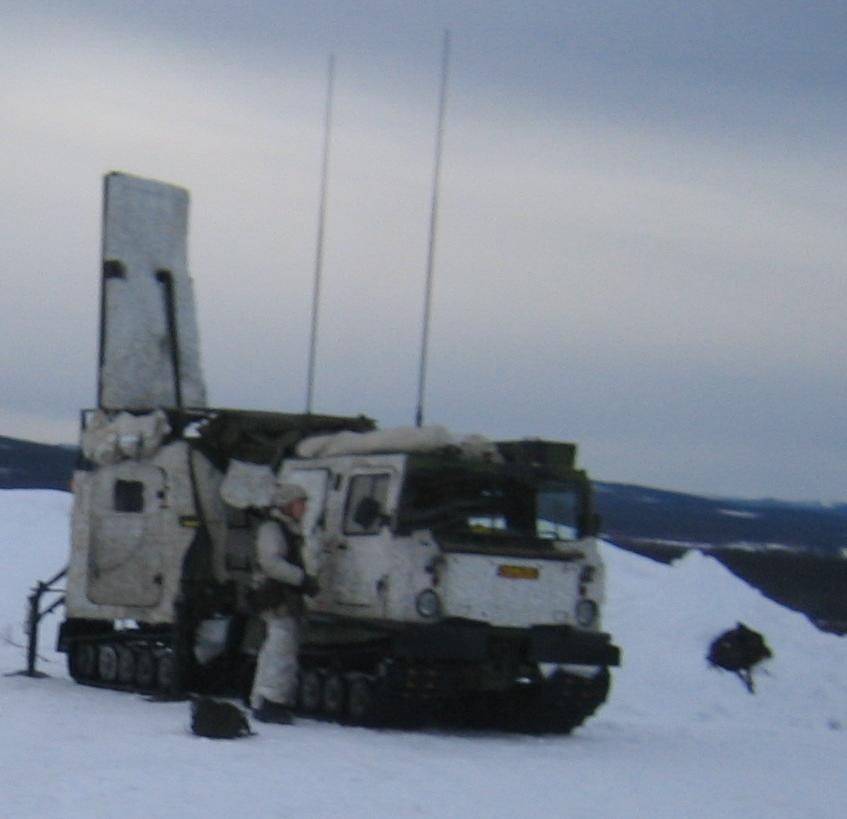
Bandvagn Artlokrrbv 2091.
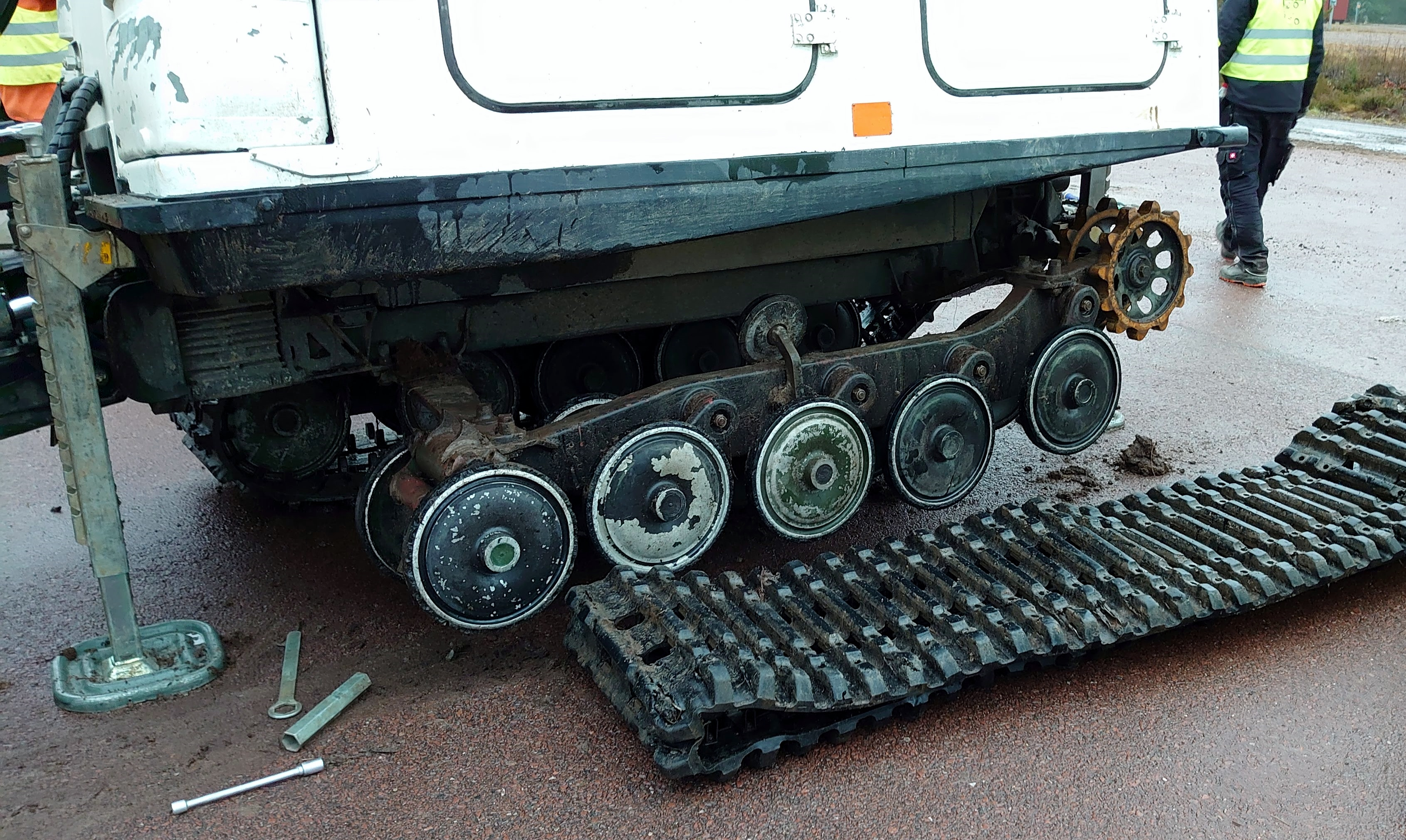
Bandvagn 206.
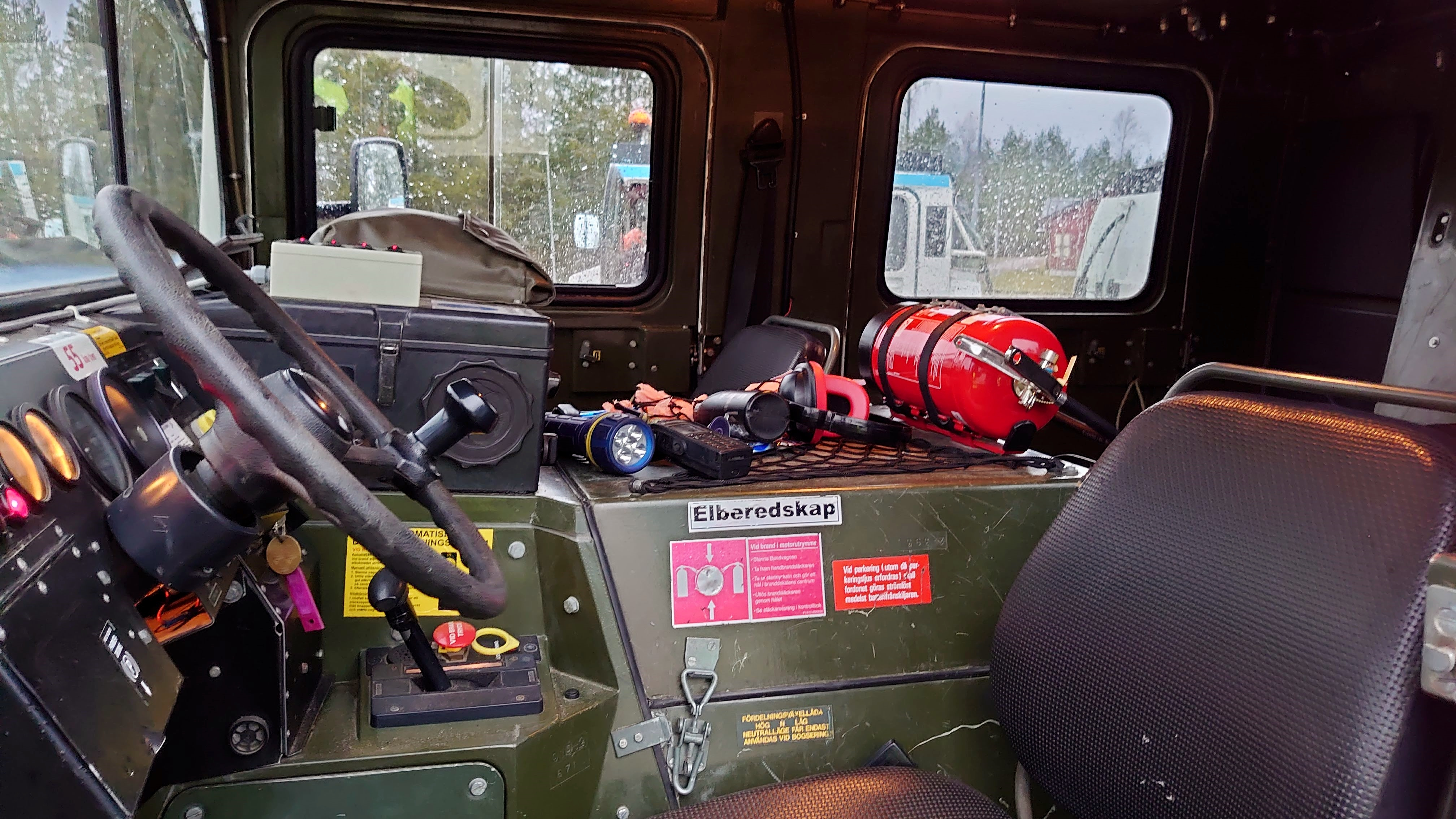
Bandvagn 206.

## Оператори

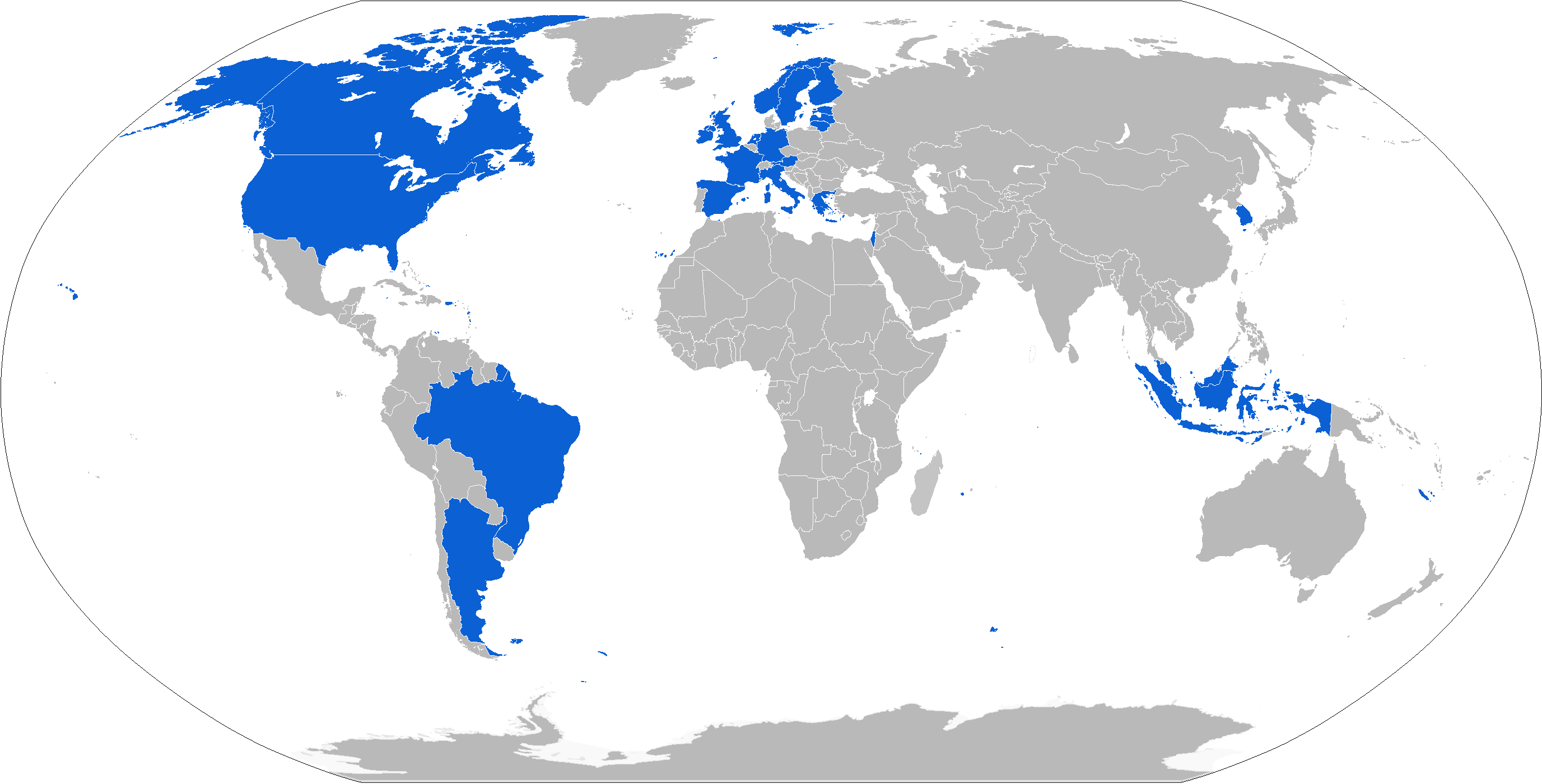
Карта з операторами всюдиходів Bandvagn 206, позначеними синім кольором.

### Поточні оператори
- Україна  — Збройні сили України — 54 вживаних всюдиходів надаються як військова допомога від Німеччини. Станом на липень 2023 року 18 одиниць передані Україні, ще 36 будуть надані пізніше.[2]
- Аргентина  — Національна жандармерія Аргентини
- Австрія  — Збройні сили Австрії
- Бразилія  — Корпус морської піхоти Бразилії
- Канада  — Канадська армія
- Чилі  — Корпус морської піхоти Чилі
- Естонія  — Збройні сили Естонії
- Фінляндія  — Сухопутні війська Фінляндії
- Франція  — Сухопутні війська Франції
- Німеччина  — Сухопутні війська Німеччини
- Греція  — Сухопутні війська Греції
- Індонезія  — Сухопутні війська Індонезії
- Ірландія  — Сили оборони Ірландії
- Ізраїль  — Збройні сили Ізраїлю
- Італія  — Сухопутні війська Італії
- Латвія  — Сухопутні війська Латвії
- Литва  — Сухопутні війська Литви
- Малайзія  — Малайзійська армія
- Нідерланди  — Військово-морські сили Нідерландів
- Норвегія  — Сухопутні війська Норвегії
- Сінгапур  — Сухопутні війська Сінгапуру
- Південна Корея  — Сухопутні війська Республіки Корея
- Іспанія  — Сухопутні війська Іспанії
- Швеція  — Сухопутні війська Швеції
- Велика Британія  — Збройні сили Великої Британії
- США  — Збройні сили США і Національна гвардія США

### Цивільні оператори
- Вірменія  — Міністерство з надзвичайних ситуацій Вірменії
- Австралія  — Швидка допомога Нового Південного Уельсу[3]
- Канада  — Canada Low Impact Inc.
- Канада  —  Red Deer County Technical Rescue Task Force[4]
- Канада  — Four Tracks All Terrain Edmonton Alberta
- Данія  — LEGOLAND Billund[5]
- Естонія  — Естонська рада порятунку
- Греція  — Пожежна служба Греції
- Ісландія  — Ісландська асоціація пошуку та порятунку
- Індонезія  — Корпус мобільної бригади Національної поліції Індонезії[6]
- Індонезія  — Товариство Червоного Хреста Індонезії[7][8]
- Ірландія  — Громадянська оборона Ірландії
- Італія  — Національний корпус пожежних Італії
- Нова Зеландія  — Програма Нової Зеландії з вивчення Антарктики (NZARP)
- Велика Британія  — Пошуково-рятувальна служба
- Велика Британія  — Пожежно-рятувальна служба Великого Манчестера[9]
- США  — Поліція штату Массачусетс
- США  — Schlumberger, компанія з обслуговування нафтових родовищ.[10]
- США  — Пожежно-рятувальна служба Південного метро в Паркер (Колорадо)